# Crise de segurança no Equador (2020-presente)
Desde 2020, o Equador sofre uma crise de segurança decorrente de conflitos entre organizações criminosas ligadas ao narcotráfico, iniciadas após o assassinato de Jorge Luis Zambrano, líder do grupo criminoso Los Choneros, considerado uma das quadrilhas mais antigas e perigosas do país. Zambrano foi assassinado em 28 de dezembro de 2020 e sua morte levou os grupos criminosos conhecidos como Los Chone Killers, Los Lobos, Los Pipos e Los Tiguerones, que operavam como subestruturas de Los Choneros, a se separarem da gangue e começarem uma guerra contra seus ex-líderes pelo controle das penitenciárias e do narcotráfico do país por meio de uma série de massacres e outros atos criminosos.
A onda de violência gerou um aumento acentuado no número de homicídios no país. Em 2021, a taxa de homicídios intencionais atingiu 14,04 por 100 000 pessoas (a maior desde 2011), em comparação com uma taxa de 7,8 em 2020. Esses números continuaram a aumentar em 2022. A área mais violenta do país é a que reúne os cantões de Guayaquil, Durán e Samborondón. Foram registrados 53 assassinatos entre janeiro e fevereiro de 2021 e 162 no mesmo período de 2022.
O foco da violência se desenvolveu dentro dos centros carcerários do país, com eventos como o massacre prisional de 23 de fevereiro ou o massacre na Penitenciária de Guayaquil em 28 de setembro, ambos ocorridos em 2021 e o segundo é considerado o quinto massacre prisional mais sangrento da história da América Latina. No total, 503 detentos foram assassinados no país apenas durante o ano de 2021. No entanto, a onda de violência também se manifesta fora dos presídios. Isso tem se refletido na percepção dos cidadãos, como mostra uma pesquisa realizada pela empresa Click Research em outubro de 2021, que indicou que a criminalidade era considerada pelos cidadãos o maior problema do país.